# Maulvi Bazar (zila)

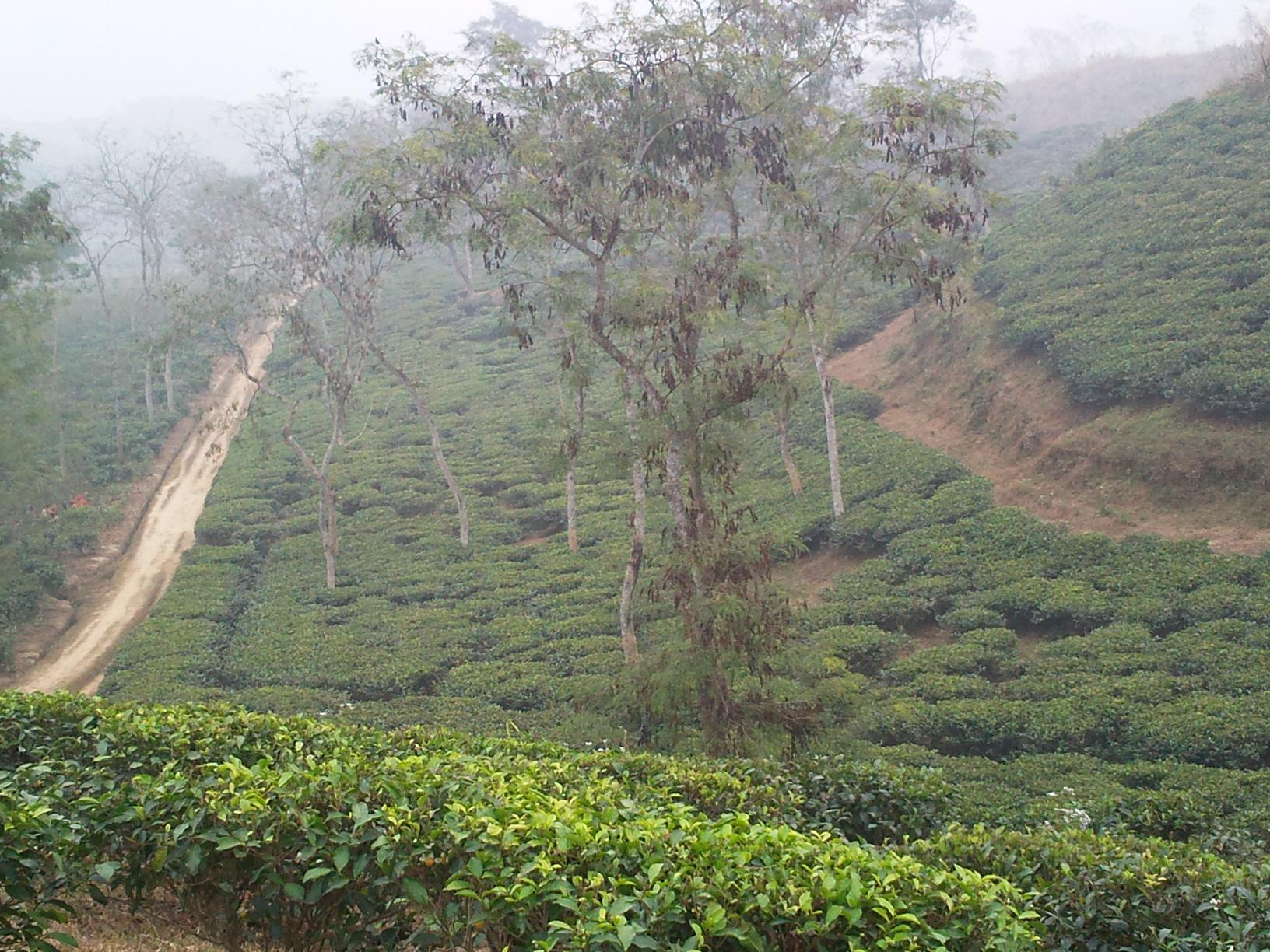
Theeplantage in Maulvi Bazar

Maulvi Bazar of Moulvibazar is een district (zila) in de divisie Sylhet van Bangladesh. Het district telt 1,7 miljoen inwoners en heeft een oppervlakte van 2799 km². De hoofdstad is de gelijknamige stad Maulvi Bazar (ook: Moulvibazar).

## Bestuurlijk
Maulvi Bazar is onderverdeeld in 6 upazila (subdistricten), 66 unions, 2030 dorpen en 4 gemeenten. De subdistricten zijn Barlekha, Kamalganj, Kulaura, Moulvibazar Sadar, Rajnagar en Sreemangal.